# Дарко Газдић
Дарко Газдић (рођен 27. маја 1971. године у Пљевљима) је црногорски економиста и јавни функционер. Обавља дужност потпредсједника Општине Пљевља.
Основно и средње образовање завршио је у Пљевљима, а дипломирао на Економском факултету у Подгорици.
Током више од 23 године радног искуства, 10 година је провео на руководећим позицијама. Био је директор Дирекције за имовину, шеф пословнице Сава осигурања, директор Агенције за стамбено-пословни фонд, као и судски вјештак из области финансија.
Ожењен је и отац двоје дјеце.